# Ammophila bechuana
Ammophila bechuana là một loài côn trùng cánh màng trong họ Sphecidae, thuộc chi Ammophila. Loài này được R. Turner miêu tả khoa học đầu tiên năm 1929.